# Vierpuntzwartwitmot
De vierpuntzwartwitmot (Ethmia terminella) is een vlinder uit de familie van de grasmineermotten (Elachistidae). De spanwijdte is 17 tot 19 millimeter.

## Waardplant
De vierpuntzwartwitmot heeft slangenkruid als waardplant.

## Voorkomen in Nederland en België
De vierpuntzwartwitmot is in Nederland en in België zeer zeldzaam. In Nederland stamt de eerste waarneming uit 1959 en zijn er sindsdien enkele waarnemingen verspreid over het land gedaan. De soort vliegt in de periode van mei tot en met juli.